# Сражение при Морунгене
Сражение при Морунгене (нем. Mohrungen) — одна из битв войны четвёртой коалиции между французскими и русскими войсками, произошедшая 13 (25) января 1807 года.

## Ход кампании
Разгромив армию Прусского королевства в октябре и ноябре 1806 года, Великая армия Наполеона захватила Варшаву. После двух ожесточенных боев против русской армии французский император решил разместить свои войска на зимних квартирах. Однако в зимнюю погоду русский командующий двинулся на север, в Восточную Пруссию, а затем нанес удар на запад по левому флангу Наполеона. Продвигаясь на запад, одна из колонн Беннигсена столкнулась с войсками под командованием Бернадота.

## Ход сражения
Армия генерала Л. Л. Беннигсена наступала от восточно-прусских озёр к устью реки Вислы, угрожая корпусу Бернадотта, части которого были разбросаны на фронте Остероде—Эльбинг.

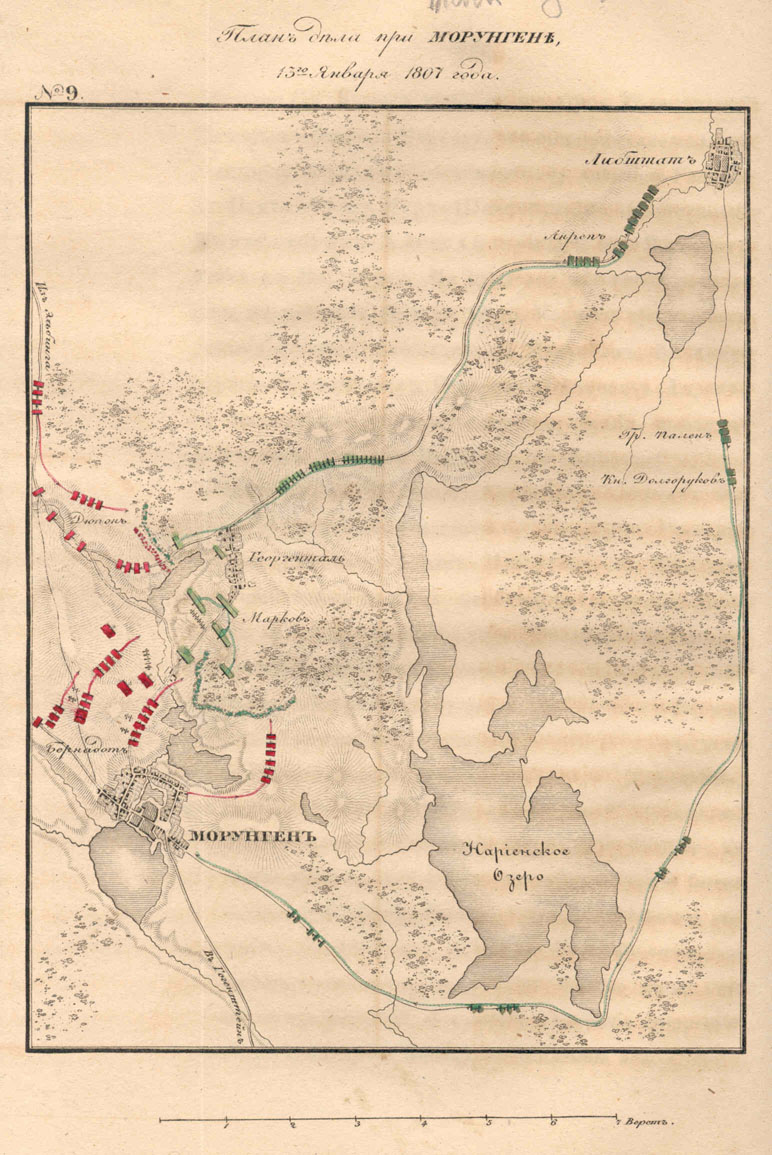
Карта сражения

Однако, своевременно получив сведения о движении превосходящих сил русских, Бернадотт решил сблизиться с ближайшим к нему корпусом Мишеля Нея и для этого сосредоточиться к Остероде. Во время же совершения им движения на юг, авангард Беннигсена, под началом генерала А. И. Маркова, перейдя реку Пассарге, атаковал в ночь на 13 января у Либштадта авангард Бернадотта и отбросил его к Морунгену. Марков подошел к лесисто-озерному дефиле между Морунгеном и Георгенталем и развернулся на высотах западнее и южнее последнего пункта, на фронте около трёх верст: Елисаветгр. гусары и 3 батальона 5-го егерского полка в 1-й линии — в охранении; Псковский мушкетёрский полк и 25-й егерский — во 2-й линии; в резерве — Екатеринославский 1-й лейб-гренадерский полк; для обеспечения правого фланга от обхода был выдвинут 7-й егерский полк (3 батальона).
Между тем, Бернадотт, спешивший собрать свои войска и озабоченный удержанием Морунгена, через который тянулись и люди и обозы, решил около часа дня атаковать наш авангард с фронта, со стороны Морунгена, и с правого фланга, со стороны Эльбингской дороги, по которой двигалась на присоединение к главным силам корпуса дивизия Дюпона. Натиск французов и охват обоих флангов (сначала правого, а потом и левого) вынудили Маркова уже в сумерках начать отступление. Французы начали было преследовать, но донесение об атаке русской конницы на обозы Бернадотта у Морунгена остановило преследование.
Удар, результатом которого, кроме паники, было уничтожение части обозов, был произведён тремя эскадронами Курляндского драгунского полка князя М. П. Долгорукова и 6 эскадронами Сумских гусар (граф П. П. Пален). Эскадроны эти были высланы из колонны главных сил Беннигсена на разведку. Подойдя к Морунгену с юга и даже не зная о бое между войсками Бернадотта и Маркова, они атаковали слабо прикрытые обозы французов. Кроме обоза, они пленили 4-х офицеров и 160 нижних чинов, не считая разбежавшихся ночью по лесам. В числе трофеев, по воспоминаниям Ермолова, оказались секретарь Бернадота и контрибуция, собранная французами с прусских городов.

## Результаты
В результате битвы при Морунген Бернадотт выиграл время для окончания своего сосредоточения в Остероде; для Наполеона же, главные силы которого были уже нацелены с юга (от Пултуска) на Алленштейн, для удара во фланг русским колоннам, выяснилось направление движения этих колонн. Беннигсен, поздно поддержавший энергичное движение своего авангарда (15 января), упустил время и стратегическую инициативу, чтобы нанести отдельное поражение Бернадотту, что повлекло за собой, в связи со сведениями о движении во фланг ему Наполеона, к отказу от прежнего решительного плана.